# Garriguella

Położenie gminy na mapie comarki Alt Empordà.

Flaga gminy Garriguella

Garriguella – gmina w Hiszpanii,  w Katalonii, w prowincji Girona, w comarce Alt Empordà.
Powierzchnia gminy wynosi 21,02 km². Zgodnie z danymi INE, w 2005 roku liczba ludności wynosiła 735, a gęstość zaludnienia 34,97 os/km². Wysokość bezwzględna gminy równa jest 56 metrów. Współrzędne geograficzne gminy to 42°20'43"N, 3°3'28"E.

## Demografia
| 1991 | 1996 | 2001 | 2004 | 2005 |
| ---- | ---- | ---- | ---- | ---- |
| 643  | 666  | 722  | 717  | 735  |